# Heinrich August Luyken
Heinrich August Luyken (10 de desembre de 1864 a Altenkirchen - 21 setembre de 1947 a Amersham) és autor de diverses novel·les d'aventures en esperanto.